# Manifest (cântec de Guess Who)
„Manifest” este o melodie de pe albumul Tot Mai Sus al lui Guess Who. 

## Personal[1]
- Regie: Andrei Stăruială
- Muzică: Agresiv/Guess who
- Text: Guess Who
- Mix & Master: Cristi Dobrica
- Casă de discuri: Music Expert Company
- Casa de producție: Okapi Sound

## Succes și rol
Radioul n-a fost niciodată pregătit să primească hip-hop-ul în playlist, au existat niște conjuncturi favorabile, atâta tot. În acele momente favorabile am reușit să găsim printre altele și „Locul Potrivit”, care nu a fost o piesă oarecare, este o piesă excepțională și așa, din punctul meu de vedere, ca manager, a început o nouă etapă în cariera lui Guess Who. Este o etapă care are legătură cu industria muzicală, are legătură cu mediatizarea artistului Guess Who, cu expunerea lui la adevărata valoare.  
Guess Who a reușit să spargă barierele stilistice ale genului, venind cu un sound fresh, adresându-se în special publicului deschis și capabil să accepte evoluția soundurilor ce domină în acest moment piața internațională.
„Locul Potrivit”, cu un mesaj care rezonează profund cu problemele actuale ale românilor, l-a transformat într-o vedetă, l-a prezentat unui public mult mai mare decât ascultătorii de hip-hop, și a fost, în primele trei luni ale anului, cel mai difuzat clip autohton la televiziunile de profil.
„Manifest” alături de „Locul Potrivit” a reușit să revoluționeze piața muzicii hip-hop și să permită accesul acestui curent pe radio. Se mai poate spune că single-ul a confirmat imensul succes la public al artistului.
În câteva luni de la lansare, videoclipul a strâns pe YouTube peste 6 milioane de vizualizări și a ajuns să fie cea mai difuzată piesă din România pe radio/TV, conform Media Forest.
Ulterior, el a declarat într-un interviu:
| “ | «Manifest» a fost conceput doar pentru internet. Intenția n-a fost niciodată să ajungă pe radio sau TV, pentru asta am lansat videoclipul la «Unu Altu». Roata s-a întors, «Manifest» a depășit 6 milioane de views pe YouTube și este nr 1 la difuzări pe posturile radio/TV. | ” |

## Videoclip
Videoclipul a fost filmat la jumătatea lunii august în regia lui Andrei Stăruială și beneficiează de apariția a peste 50 de fani, o adevărată armată a artistului. În el, Guess Who cântă în timp ce se plimbă printr-o clădire și ajunge pe terasa ei, mai exact într-o mulțime de persoane care țin în mâini fumigene.

Guess Who a declarat: 
| “ | Îl urmăresc de mult pe Stăruială, a mai făcut vreo 2-3 clipuri, mi-a plăcut foarte mult deoarece avea ceva artistic în clipurile sale și am zis că trebuia să fac ceva cu el. Spike nu avea timp, se grăbea să termine „Unu Altu” în perioada aia, de abia fusese filmat. | ” |

 Întrebat cum au decurs filmările, Guess Who a răspuns: 
| “ | Până la ora 19 nu am avut fumigene... Fumigenele care ar fi trebuit să facă fum, dar au făcut o flamă de 5 cm. Nu știam nici măcar dacă putem să facem acea flamă de 5 cm pe bloc, deoarece vis-a-vis era aeroportul Băneasa și am crezut că vin elicoptere să ne ridice „protestanții”... Dar per total a fost ok. Greu de făcut rost de oameni și de mobilizat - probabil și din cauza că s-a filmat foarte departe, undeva la marginea Bucureștiului. | ” |

## Premii aduse
Guess Who a fost nominalizat cu „Manifest” la Romanian Music Awards 2011 la categoria Best Male, și a fost declarat câștigător al secțiunii Best Hip Hop. Melodia „Manifest” i-a adus de asemenea prima nominalizare la MTV EMA (evenimentul a avut loc pe 6 noiembrie 2011), mai exact la categoria Best Romanian Act.
Tabel
| Anul | Ceremonia                     | Categoria         | Rezultatul  | Note | Referințe     |
| ---- | ----------------------------- | ----------------- | ----------- | --- | ------------- |
| 2011 | Romanian Music Awards         | Best Hip Hop      | Câștigător  | Au mai fost nominalizați Grasu XXL, Puya, Spike și MarkOne1 cu Cheloo. | [ 9 ] [ 10 ]  |
| 2011 | Romanian Music Awards         | Best Male         | Nominalizat | Smiley a fost câștigătorul, iar nominalizați au fost Alex Velea, Connect-R și CRBL. | [ 9 ] [ 10 ]  |
| 2011 | MTV EMA (Europe Music Awards) | Best Romanian Act | Nominalizat | Au mai fost nominalizați Fly Project, Puya cu Connect-R și Smiley cu Pacha Man, iar Alexandra Stan a câștigat secțiunea, ea ducându-se mai departe la categoria Best European Act, deși a rămas doar nominalizată (câștigătoarea a fost germanca Lena Meyer-Landrut). | [ 11 ] [ 12 ] |